# Mercury-Atlas 8
Mercury-Atlas 8 – trzeci w historii amerykański załogowy lot orbitalny. Odbył się 3 października 1962 w ramach programu Mercury. Kapsuła statku, pilotowana przez astronautę Waltera Schirrę (dubler: Leroy Cooper). Po wykonaniu prawie sześciu okrążeń globu ziemskiego, statek powrócił do atmosfery i wodował na Oceanie Spokojnym w wyznaczonym obszarze. Czterdzieści minut po lądowaniu, wraz z kapsułą, znalazł się na pokładzie lotniskowca USS Kearsarge. Była to wówczas najbardziej udana misja załogowa. Było to możliwe dzięki temu, że Schirra ściśle trzymał się planu misji.

## Statek
Walter Schirra nazwał swój statek Sigma 7, co miało według niego podkreślać, że "program Mercury to suma wysiłków naukowców i inżynierów oraz pracy tysięcy ludzi". Statek był niemal identyczny, jak te wykorzystane w dwóch wcześniejszych misjach: Mercury-Atlas 6 i Mercury-Atlas 7. Statek miał prawie trzy metry wysokości i dwa metry średnicy u podstawy. W momencie startu masa statku wynosiła niespełna dwie tony. Po osiągnięciu orbity jego masa była o ponad jedną czwartą mniejsza, a w chwili wodowania wynosiła tylko nieco ponad połowę masy startowej.

## Rakieta nośna
Sigma 7 została wyniesiona na orbitę przez rakietę Atlas D o numerze seryjnym 113-D. Ciąg tej rakiety wynosił 163,5 tony, a jako paliwo wykorzystywano wysoko rafinowane paliwo zbliżone do nafty (RP-1) i ciekły tlen. W tej rakiecie zastosowano  po raz pierwszy nowy system wtrysku paliwa wymagający użycia paliwa hipergolowego. Była to istotna zmiana wiążąca się z koniecznością utrzymania stanu gotowości do startu przez cały okres przygotowań do odpalenia rakiety. Statyczny test, potwierdzający, że jest to możliwe, przeprowadzono 8 września 1962.

## Odliczanie
Astronauta wszedł do kapsuły o 9:37. Przygotowanie do startu i odliczanie odbyło się tak samo jak w dwóch poprzednich misjach. Jedynie w punkcie T –00:45:00 przerwano na piętnaście minut odliczanie (naprawa radaru w stacji naziemnej na Wyspach Kanaryjskich. 
Szczegółowy przebieg odliczania:
- minus 1 dzień – tankowanie, przegląd techniczny
- T –06:30:00 – początek odliczania
- T –02:45:00 przerwa – przegląd trwający jedną godzinę
- T –02:00:00 – astronauta wchodzi do statku
- T –01:45:00 – zamknięcie włazu
- T –01:05:00 przerwa – półgodzinny przegląd przed startem
- T –00:50:00 – usunięcie wieży serwisowej
- T –00:35:00 – tankowanie ciekłego tlenu
- T –00:05:00 – podjęcie decyzji
- T –00:02:10 – zakończenie tankowania ciekłego tlenu: zakończenie uzupełniania ubytków ciekłego tlenu na skutek parowania i zamknięcie zbiornika
- T –00:00:35 – odłączenie przewodów startowych
- T –00:00:18 – rozpoczęcie automatycznej sekwencji uruchomiania silników
- T –00:00:00 – start[2]
Odpalenie nastąpiło o 12:15:11

## Lot
Lot przebiegał normalnie zarówno w fazie, w której wykorzystywano rakietę nośną, jak i po separacji. Jedyną niedogodność stanowiła mała wydajność systemu chłodzenia skafandra pilota w czasie pierwszego okrążenia. Mała wydajność systemu chłodzenia skafandra zmusiła astronautę do zwiększenia przepływu wody. Pozostałe układy działały normalnie. Pojazd znajdował się pod kontrolą układu automatycznego sterowania ASCS (Automatic Stabilization and Control System) w trakcie pierwszego okrążenia. Wyjątek, kiedy Schirra przechodził na tryb sterowania ręcznego, by użyć silniki korekcyjne. Podczas trzeciego okrążenia Schirra wyłączył zasilanie systemu sterowania i radaru, przechodząc w tryb swobodnego dryfowania statku. Działanie to było zaplanowane i normalne funkcjonowanie statku przywrócono po pewnym czasie. Pod koniec trzeciego okrążenia ponownie zostało wyłączone automatyczne sterowanie i przez całe czwarte okrążenie kapsuła swobodnie dryfowała. Piąte okrążenie odbyło się pod kontrolą ASCS (autopilot) i udało się utrzymać zgodność między odczytami żyrokompasu i wskazaniami czujnika położenia kapsuły. Misja przebiegała dalej zgodnie z planem i wykonano sześć okrążeń Ziemi, zgodnie z planem. Zejście z orbity i powrót na Ziemię wykonany został za pomocą autopilota ASCS. Był to preferowany sposób przeprowadzania tej operacji, który był później stosowany w lotach programów Gemini i Apollo. W czasie opadania na głównym spadochronie statek był cały czas obserwowany i kapsuła wodowała około czterech mil morskich od lotniskowca, który miał ją wyłowić.

## Wodowanie
Kapsuła Sigma 7 wodowała na Pacyfiku o 21:28, po 9 godzinach, 13 minutach i 11 sekundach lotu.
Kapsuła użyta w tej misji przechowywana jest w Astronaut Hall of Fame, w Titusville.

## Podsumowanie
1. misja: Mercury-Atlas 8
2. astronauta: Walter Schira
3. start: 3 października 1962
4. czas trwania misji: 9 godz. 13 min. 11 s.
5. przebyta odległość: 231 718 km
6. maksymalna prędkość: 28 257 km/godz.
7. maksymalne przyspieszenie: 8,1 g (79 m/s2)